# وضع المراقبة
يسمح وضع المراقبة ، أو وضع RFMON (مراقب تردد الراديو) ، لجهاز كمبيوتر مزود بوحدة تحكم في واجهة الشبكة اللاسلكية (WNIC) بمراقبة كل حركة المرور الواردة على قناة لاسلكية. بخلاف الوضع المختلط (الوضع العادي) ، والذي يستخدم أيضًا لاستنشاق الحزمة ، يسمح وضع المراقبة بالتقاط الحزم دون الحاجة إلى الارتباط بنقطة وصول(AP) أو شبكة مخصصة أولاً. ينطبق وضع المراقبة فقط على الشبكات اللاسلكية، بينما يمكن استخدام الوضع المختلط على الشبكات السلكية واللاسلكية. يعد وضع المراقبة أحد الأوضاع الثمانية التي يمكن أن تعمل بها بطاقات 802.11 اللاسلكية: رئيسي (يعمل كنقطة وصول) ، مُدار (عميل، يُعرف أيضًا باسم المحطة) ، Ad hoc ، Repeater ، Mesh ، Wi-Fi Direct ، TDLS و وصع المراقبة .

## الاستخدامات
تشمل استخدامات وضع الشاشة: تحليل الحزمة الجغرافية، ومراقبة حركة المرور على نطاق واسع واكتساب المعرفة بتقنية Wi-Fi من خلال الخبرة العملية. إنه مفيد بشكل خاص لمراجعة القنوات غير الآمنة (مثل تلك المحمية بـ WEP ). يمكن أيضًا استخدام وضع المراقبة للمساعدة في تصميم شبكات Wi-Fi. بالنسبة لمنطقة وقناة معينة، يمكن اكتشاف عدد أجهزة Wi-Fi المستخدمة حاليًا. يساعد هذا في إنشاء شبكة Wi-Fi أفضل تقلل التداخل مع أجهزة Wi-Fi الأخرى عن طريق اختيار قنوات Wi-Fi الأقل استخدامًا.
توفر برامج مثل KisMAC أو Kismet ، جنبًا إلى جنب مع محللات الحزم التي يمكنها قراءة ملفات pcap ، واجهة مستخدم لمراقبة الشبكة اللاسلكية السلبية.

## محددات
عادةً ما يكون المحول اللاسلكي غير قادر على الإرسال في وضع الشاشة ويقتصر على قناة لاسلكية واحدة، على الرغم من أن هذا يعتمد على برنامج تشغيل المحول اللاسلكي والبرامج الثابتة الخاصة به وميزات مجموعة الشرائح الخاصة به. أيضًا، في وضع الشاشة، لا يتحقق المحول لمعرفة ما إذا كانت قيم فحص التكرار الدوري (CRC) صحيحة للحزم التي تم التقاطها، لذلك قد تكون بعض الحزم الملتقطة تالفة.

## دعم نظام التشغيل
تدعم واجهة برمجة تطبيقات Microsoft Windows Network Driver Interface Specification (NDIS) الامتدادات الخاصة بوضع الشاشة منذ الإصدار 6 من NDIS ، والذي يتوفر لأول مرة في نظام التشغيل Windows Vista . يدعم NDIS 6 تعريض إطارات 802.11 لمستويات البروتوكول العليا،  بينما لم تعرض الإصدارات السابقة سوى إطارات إيثرنت وهمية مترجمة من إطارات 802.11. يعد دعم وضع الشاشة في NDIS 6 ميزة اختيارية وقد يتم أو لا يتم تنفيذها في برنامج تشغيل محول العميل. تختلف تفاصيل التنفيذ والامتثال لمواصفات NDIS من بائع لآخر. في كثير من الحالات، لا يتم تنفيذ دعم وضع الشاشة بشكل صحيح بواسطة البائع. على سبيل المثال، تبلغ برامج تشغيل Ralink عن قراءات dBm غير صحيحة ولا تتضمن برامج تشغيل Realtek قيم CRC 4 بايت الزائدة.  
للحصول على إصدارات من ويندوز قبل ويندوز فيستا، وبعض محلل حزمة تطبيقات مثل يلدباكيتس " منيبيك وTamoSoft في كومفييو للواي فاي توفر برامج تشغيل الأجهزة الخاصة بهم لدعم وضع الشاشة.
تدعم واجهات Linux الخاصة ببرامج تشغيل 802.11 وضع الشاشة والعديد من برامج التشغيل تقدم هذا الدعم. لا تدعم برامج تشغيل STA ( Ralink و Broadcom ) وبرامج التشغيل المقدمة من كل جهة تصنيع أخرى وضع الشاشة. توفر FreeBSD و NetBSD و OpenBSD و DragonFly BSD أيضًا واجهة لبرامج تشغيل 802.11 التي تدعم وضع الشاشة، كما تدعم العديد من برامج التشغيل لأنظمة التشغيل هذه وضع الشاشة أيضًا. في نظام التشغيل Mac OS X 10.4 والإصدارات الأحدث، تسمح برامج تشغيل محولات شبكة AirPort Extreme بوضع المحول في وضع الشاشة. يوفر Libpcap 1.0.0 والإصدارات الأحدث واجهة برمجة تطبيقات لتحديد وضع الشاشة عند الالتقاط على أنظمة التشغيل هذه.

## روابط خارجية
- AirSnort FAQ: What is the difference between monitor and promiscuous mode? على موقع واي باك مشين (نسخة محفوظة December 30, 2014)
- قائمة محولات Wi-Fi التي تدعم وضع الشاشة على نظام Linux